# San Sebastián Coatlán
San Sebastián Coatlán är en kommun i Mexiko.   Den ligger i delstaten Oaxaca, i den sydöstra delen av landet, 400 km sydost om huvudstaden Mexico City.
Följande samhällen finns i San Sebastián Coatlán:
- Tamarindo